# Longchen Chöying Tobden Dorje
| Tibetische Bezeichnung                                           |
| ---------------------------------------------------------------- |
| Wylie-Transliteration: klong chen chos dbying stobs ldan rdo rje |
| Chinesische Bezeichnung                                          |
| Vereinfacht: 隆钦•却央道丹多杰                                   |
| Pinyin:Longqin Queyang Daodan Duojie                             |

Longchen Chöying Tobden Dorje (tib.: klong chen chos dbying stobs ldan rdo rje; geb. 1785; gest. 1848) war ein Vajrayana-Meister Nordosttibets. Der Yogin und buddhistische Gelehrte aus Qinghai war ein Meister der Nyingma-Schule des tantrischen Buddhismus.
Als Schüler des ersten Dodrupchen Rinpoche gründete er das Kloster Dzogchen Namgyal Ling und war maßgeblich an der Gründung der Gemeinschaft der Mantra-Praktizierenden beteiligt, die als Rebkong Ngak-Mang bekannt ist.
1838 vollendete er sein Meisterwerk. Es wurde jüngst unter dem Titel The Complete Nyingma Tradition from Sutra to Tantra ins Englische übersetzt. Es ist der Haupttext der von der Ngagpa (sngags pa) -Linie von laienbuddhistischen Yogi-Praktizierenden studiert wird, geschrieben von einem Mantra-Praktizierenden. Chöying Tobden Dorjes Hauptwerk in seinen fünfundzwanzig Büchern oder thematischen Abteilungen zeichnet den gesamten Weg der Nyingma-Tradition des tibetischen Buddhismus von Anfang bis Ende nach. Es bietet einen umfassenden und detaillierten Überblick über den buddhistischen Pfad gemäß der frühen Übersetzungsschule.

## Werke (Auswahl)
- Choying Tobden Dorje, Ngawang Zangpo, Lama Tharchin: The Complete Nyingma Tradition from Sutra to Tantra, Books 1 to 10: Foundations of the Buddhist Path. 2015 (Online-Teilansicht)
- The Complete Nyingma Tradition from Sutra to Tantra, Book 13: Philosophical Systems and Lines of Transmission 2017. Choying Tobden Dorje
- The Complete Nyingma Tradition from Sutra to Tantra, Book 14. Choying Tobden Dorje. Shambhala Publications 2017, ISBN 1559394595, ISBN 9781559394598
- The Complete Nyingma Tradition from Sutra to Tantra, Books 15 to 17: The Essential Tantras of Mahayoga. 2016. Choying Tobden Dorje (Author), Gyurme Dorje (Translator), Lama Tharchin (Contributor)  (Online-Teilansicht)